# Ferme du Héron
La Ferme du Héron, anciennement Ferme Lenglet, est un domaine agricole bâti au XVIIIe siècle et situé dans le département français du Nord en région Hauts-de-France. 
Elle est implantée dans le parc du Héron à Villeneuve-d'Ascq et fut rebaptisée « Ferme du Héron » au début des années 1980.  

## Domaine agricole

### Histoire

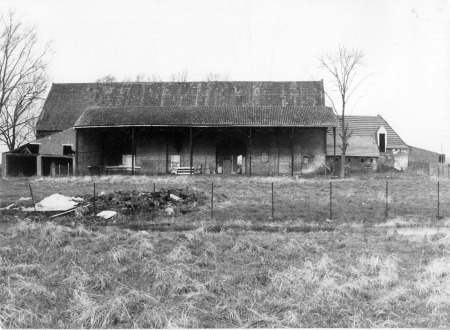
La ferme du Héron au moment des premiers travaux de restauration

Durant tout le XIXe siècle, l'exploitation agricole appartenait à la famille Vandercruisse. Cependant, le travail se faisait sous la forme de métayage : c'est un type de bail rural dans lequel le propriétaire confie l'exploitation de ses terres à un agriculteur en échange d'une partie des récoltes. En 1906, la ferme devient la propriété de la famille Hespel, jusqu'en 1970, date à laquelle le domaine est acheté par l'État. Pourtant, en 1977, l'EPALE (établissement public d'aménagement de Lille-est) récupère les droits de propriétés, qui seront hérités par la communauté urbaine de Lille à la disparition de l'EPALE en 1983. Depuis 1979, la ville de Villeneuve-d'Ascq gère cet équipement grâce à un bail emphytéotique, bail pouvant durer jusqu'à 99 ans. Aujourd'hui, la ferme abrite les services municipaux de la direction environnement et du développement durable de la ville.

### Composition de l'exploitation

#### Corps de ferme
Le domaine a la forme d'un grand quadrilatère fermé. Il se compose de quatre ailes en briques, modifiées à différentes époques, qui entourent une cour pavée. À sa construction, la ferme était protégée par des fossés qui se jetaient dans la Marque. L'aile Nord de l'exploitation se compose de bureaux ; l'aile sud, reconstruite en 1994, possède une grande salle polyvalente ; l'aile ouest représente les logements et une grange occupe l'aile est. Le toit est construit avec une tuile traditionnelle dans le Nord de la France, la panne flamande,.

#### Domaine

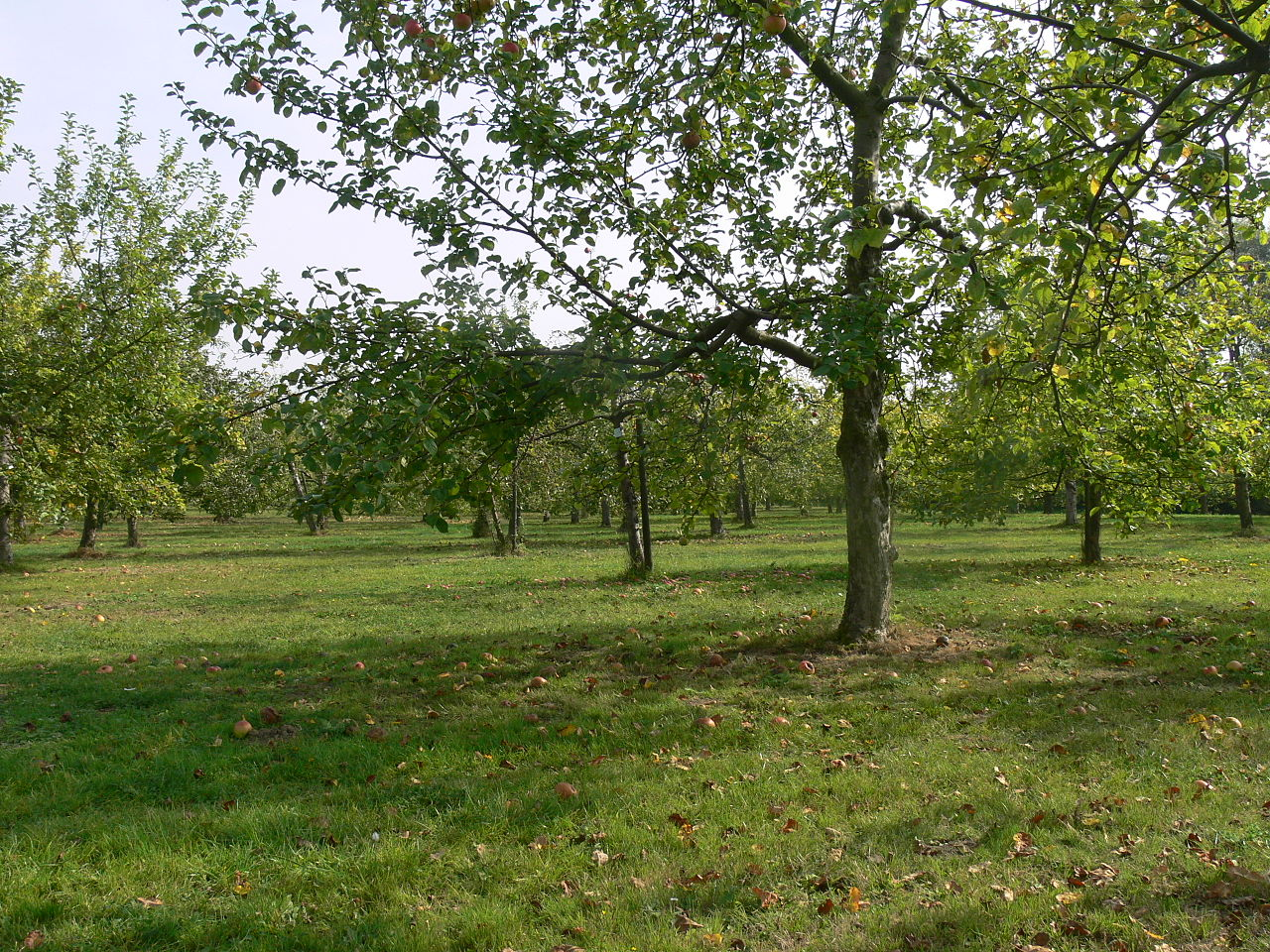
Le verger conservatoire dans le cadre du CRRG

La ferme du Héron a donné naissance en 1984 à un verger conservatoire qui comporte plus de 700 variétés de pommes et autres arbres fruitiers, créé dans le cadre du CRRG, le centre régional de ressources génétiques. C'est par exemple en octobre 2016 qu'une nouvelle pomme villeneuvoise cultivée depuis les années 1990 fut baptisée "reinette du Héron". En plus des animaux, ânes, canards et galliformes, la ferme regroupait un centre pour les oiseaux blessés jusqu'en 2005. Aussi, un jardin consacré aux plantes médicinales a été créé, ainsi qu'un "jardin des pollens" et qu'un rucher-école. L'ancienne étable comporte aujourd'hui des aquariums avec les poissons du lac, afin de préserver les espèces. Finalement, le p'tit marché, point de vente situé au cœur de la ferme, propose tous les jours de l'année des produits frais issus du domaine, directement du producteur au consommateur .  

## Ferme pédagogique

### Nature
La nature est omniprésente dans ce lieu, c'est pour cela que la ferme accueille des écoles lors de l'année scolaire et des centres de loisirs lors des vacances. Chaque année, autour du 22 mai, date de la journée internationale de la biodiversité, une fête de la nature est organisée. L'objectif de cette fête est de permettre aux visiteurs de découvrir la faune et la flore de la ferme, pour mieux la préserver. L'édition de mai 2016 portait sur le thème : Les horribles de la nature, même pas peur ! L'idée des organisateurs était de faire disparaître la peur des insectes en organisant des ateliers pour les observer. La fête de la nature débouchait aussi sur la fête du vélo, organisée par l'association Droit au Vélo, qui permettait aux familles de découvrir les aménagements de la ville lors d'une balade cycliste. 
Aussi, les 24 et 25 septembre 2016, une fête des abeilles et des insectes fut organisée à la ferme du Héron par le S.A.R.L, le syndicat apicole de la région lilloise. Il s'agit d'un week-end pédagogique, mais surtout festif qui propose des animations autour du monde apicole régional avec notamment la visite des ruches et de l'association rucher école de la ferme. L'association Rucher école du Héron reçoit le public désireux d'approfondir ses connaissances sur les abeilles et organise des cours pour les adultes et adolescents le samedi de 14h30 à 17h30 grâce à douze bénévoles,.
Finalement, à l'occasion de la douzième nuit de la chouette, une balade nocturne a eu lieu dans la soirée du 11 mars 2017, pour permettre au public d'observer les rapaces. Cette promenade fut suivie le 12 mars par une exposition sur les rapaces dans les locaux de la ferme ,,.

### Sciences et l'astronomie

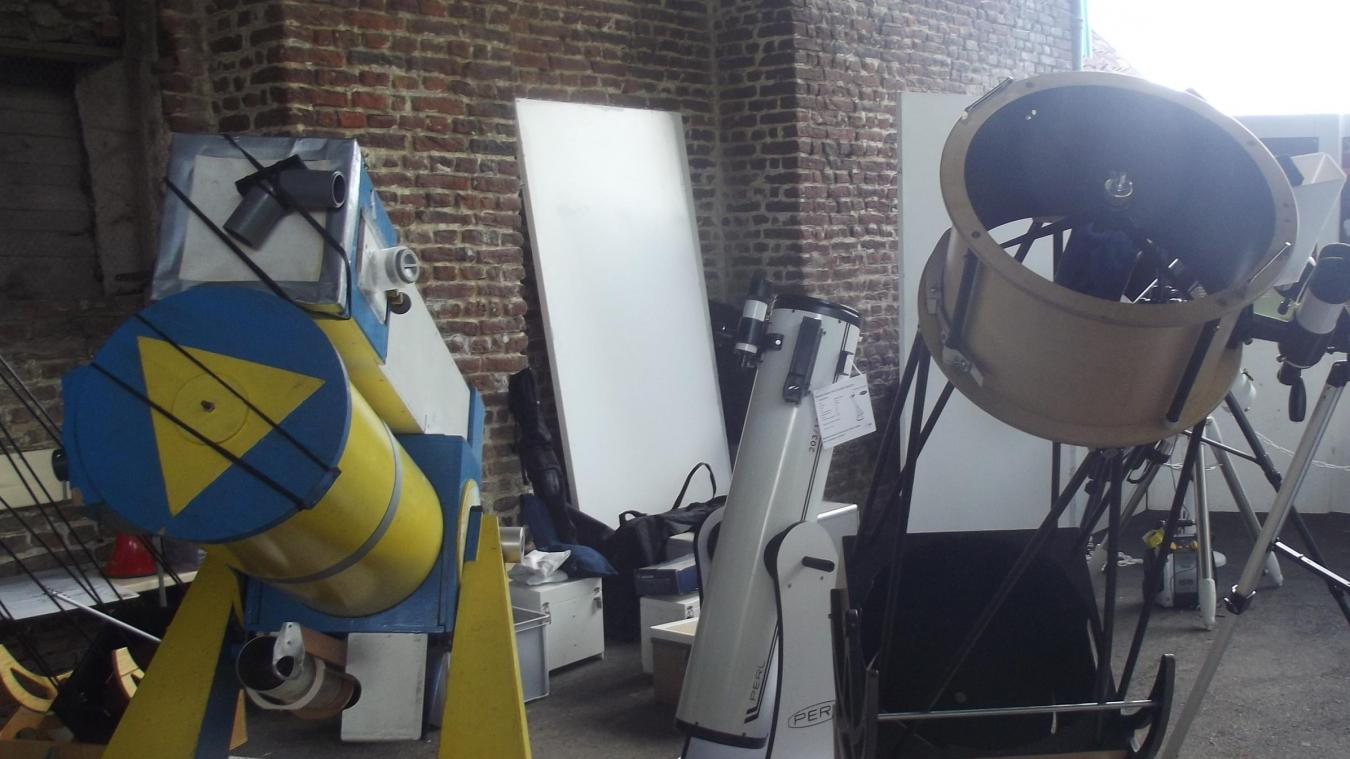
L'astronomie à la ferme du Héron

Plusieurs fois dans l'année, le C.A.R.L (club d'astronomie de la région lilloise) organise des cours d'initiation à l'astronomie à la ferme du Héron, lieu où la pollution visuelle est faible,. Lors de la nuit des étoiles au mois d'août, le C.A.R.L propose chaque année des observations des constellations avec du matériel adapté ainsi que des observations gratuites quand le ciel est dégagé,. La ferme du Héron est également un lieu propice pour observer les éclipses, la dernière datant de mars 2015.  
Aussi, dans le cadre de la fête de la science, le C.A.R.L a organisé une manifestation les 8 et 9 octobre 2016. Il s'agit d'ateliers, de conférences et d'expositions sur le thème de l'astronomie, avec une observation du soleil en journée et du ciel étoilé à la tombée de la nuit. Les locaux du C.A.R.L  — anciennement à la MRES de Lille (Maison régionale de l'environnement et des solidarités) —  se sont installés au Pavillon de chasse, tout proche, en 2019 en attendant le déménagement dans un futur observatoire astronomique à la ferme du Héron. Ce projet soutenu par la maire de la ville fonctionnerait en partenariat avec le forum des sciences de Villeneuve-d'Ascq .